# Jože Tomažič (pisatelj)
Jože Tomažič , slovenski pedagog, dramatik, mladinski pisatelj, gledališki igralec, režiser in publicist, * 9. marec 1906, Veliko Tinje, † 6. januar 1970, Jesenice.

## Življenjepis
Rodil se je v učiteljski družini očetu Janezu in materi Ani (rojena Kiplinger). Tomažič je leta 1924 končal šolanje na učiteljišču v Mariboru. Po končanem učiteljišču je bil predmetni učitelj in šolski ravnatelj. Od leta 1934 do 1936 je v Zagrebu na višji pedagoški šoli študiral slavistiko. Med 2. svetovno vojno je nastopal v Drami SNG v Ljubljani. Po vojni pa je poučeval na gimnaziji v Celju kjer je tudi igral in režiral gledališke predstave. Pozneje je poučeval še v Črnomlju in od 1958 do 1968 na Jesenicah in bil hkrati tudi ravnatelj osnovne šole, po upokojitvi pa upravnik gledališča Tone Čufar.

## Literarno delo
Tomažič je mladinska pripovedna dela, temelječa na pohorskem ljudskem izročilu pisal in objavljal že pred 2. svetovno vojno. Njegove knjige pravljic, bajk in legend pa so začele izhajati med vojno: Pohorske pravljice (1942), Dravska roža (1943), Dravska Marija (1943), Pohorske bajke (1943), Pohorske legende (1944).
Po koncu vojne se je posvetil pisanju odrskih del. Napisal je dve mladinski igri: Pohorska bajka (uprizojena 1952) in Trije bratje (upr. 1954) ter ljudsko igro Lepa Vida (upr. 1956). Dramatiziral je tudi nekaj pripovednih del J. Jurčiča in pisal članke o gledaliških uprizoritvah.